# Synagoga ve Strančicích
Synagoga stojí ve Strančicích ve středočeském okrese Praha-východ. Od roku 1988 je budova chráněnou kulturní památkou.
Ze strančické židovské obce pocházel český vynálezce a podnikatel Emil Kolben.

## Popis a historie
Budova se nachází na dolním konci Revoluční ulice mezi domy čp. 32 a 33. Sousední přízemní dům, který dříve sloužil k výuce a pro ubytování učitele, je v pronajímán, přičemž nájemce v budově zajišťuje základní údržbu a opravy.
Postavena byla možná už v 18. století, v roce 1849 byla přestavěna. Na budově se z venkovní strany dochovala tři klenutá okna původního tvaru. 
Bohoslužby zde probíhaly do druhé světové války. V roce 1960 byla synagoga prodána organizaci Oseva Strančice, poté byla  a využívána jako skladiště. Až v roce 1995 byla budova vrácena Židovské obci v Praze, která ji zrekonstruovala. Příležitostně je využívána jako koncertní a výstavní síň.

## Pamětní deska
Na budově synagogy byla při oslavě 600. výročí založení obce odhalena pamětní deska připomínající dvacet tři obyvatel, kteří byli umučeni během holocaustu. U této příležitosti uspořádaná výstava vzpomněla také na vlak smrti, který na místní stanici zastavil 25. ledna 1945.